# Norra Björkskär och Södra Björkskär
Norra Björkskär och Södra Björkskär är två sammanväxta delar av en ö i Åland (Finland). Den ligger i Skärgårdshavet, Ålands hav eller Bottenhavet och i kommunen Eckerö i landskapet Åland, i den sydvästra delen av landet. Ön ligger omkring 28 kilometer nordväst om Mariehamn och omkring 290 kilometer väster om Helsingfors.
Öns area är 66,2 hektar och dess största längd är 1,8 kilometer i nord-sydlig riktning.